# HMS Deptford (U53)
«Детфорд» (англ. HMS Deptford (U53) — військовий корабель, шлюп типу «Грімсбі» Королівського військово-морського флоту Великої Британії часів Другої світової війни.
Корабель взяв активну участь у бойових діях на морі в Другій світовій війні, бився у Північній Атлантиці, у Середземномор'ї.
За проявлену мужність та стійкість у боях бойовий корабель заохочений чотирма бойовими відзнаками.

## Історія створення
Шлюп «Детфорд» був закладений 30 квітня 1934 року на верфі компанії HMNB Devonport у Девонпорті. 5 лютого 1935 року він був спущений на воду, а 20 серпня 1935 року увійшов до складу Королівських ВМС Великої Британії.

## Історія служби
9—10 лютого 1941 року «Детфорд» супроводжував конвой HG 53 з Гібралтару до Британії, коли його атакував німецький підводний човен U-37. «Детфорд» здійснив атаку глибинними бомбами на U-37 після того, як той торпедував і потопив торговельне судно «Бранденбург». Утім, U-37 залишився неушкодженим. Пізніше того ж місяця шлюп встав на ремонт у Ліверпулі, який тривав до березня, після чого продовжив ескортні операції з супроводження суден в Гібралтар і з Гібралтару.
9 серпня конвой HG 70 вирушив з Гібралтару до Британських островів. Німців попередили шпигуни про вихід конвою, і в результаті конвой потрапив під масовану атаку підводних човнів. «Детфорд», який приєднався до ескорту конвою OG 70, був атакований італійським підводним човном «Гульєльмо Марконі». Хоча «Марконі» стверджував, що потопив «Детфорд», шлюп не був пошкоджений. Усі атаки на конвой зазнали невдачі, жодне торгове судно не постраждало. 10—15 вересня «Детфорд» (тепер частина 36-ї ескортної групи) брав участь у супроводі конвою HG 72, і хоча конвой зазнав атак італійських підводних човнів «Леонардо да Вінчі», «Франческо Морозіні», «Луїджі Тореллі» та «Алессандро Маласпіна», ескорт відбив атаки без втрат. Ескорт зворотного конвою OG 74 включав ескортний авіаносець «Одасіті», а також 36-ту ескортну групу. 20 вересня один з літаків «Одасіті» разом з «Детфордом» і корветом «Арбутус» змусив німецький підводний човен U-201 залягти на дно, коли той наближався до конвою. Рятувальне судно конвою Walmer Castle було сильно пошкоджене німецьким бомбардувальником дальньої дії Fw 200 «Кондор» і 21 вересня потоплене «Детфордом» і корветом «Меріголд». У ніч проти 22 вересня «Детфорд» і «Меріголд» були направлені на допомогу групі з чотирьох суден, що відстали від конвою, але не змогли запобігти потопленню трьох з них. Загалом потопили шість суден конвою OG 74.
21 грудня 1941 року «Детфорд» затопив глибинними бомбами північно-східніше Азорських островів німецький підводний човен U-567.